# Georg Trenkwitz
Georg Trenkwitz (* 28. Januar 1938 in Wien; † 13. Juli 1994 in Wien) war ein österreichischer Schauspieler und Hörspielsprecher. Er war zuletzt Ensemblemitglied am Wiener Volkstheater.

## Leben
Georg Trenkwitz war in seiner Kindheit Wiener Sängerknabe. Reisen führten ihn schon damals nach Südamerika. Später arbeitete er im Akademie-Kammerchor und ging mit diesem Chor auf Weltreise. Er studierte zunächst auf der Angewandten in Wien Malerei und war am damaligen Atelier-Theater in Wien als Schauspieler engagiert. Sein Weg führte ihn weiter nach Basel und ans Zürcher Schauspielhaus. Danach ging Georg Trenkwitz nach Deutschland ans Stadttheater Heidelberg und spielte dort viele große Rollen, unter anderem in Lumpazivagabundus von Johann Nestroy oder in Die herrschende Klasse (The Ruling Class) von Peter Barnes den Earl of Gurney. Danach ging er ans Theater am Goetheplatz in Bremen. Er war dort in großen klassischen Rollen zu sehen, u. a. als König Eduard in Leben Eduards des Zweiten von England von Bertolt Brecht und als Woyzeck von Georg Büchner. Dort lernte er auch Georg Tabori kennen und war an seinem Theater im Concordia ebenso engagiert.
1975 kehrte Georg Trenkwitz zusammen mit seiner Frau Isabel Weicken nach Wien zurück und war dort 20 Jahre festes Ensemblemitglied des Wiener Volkstheaters. Hier war er in großen Rollen zu sehen, unter anderem in: Onkel Wanja von Anton Tschechow, als Cyrano de Bergerac von Edmond Rostand, Der Idealist von Fulvio Tomizza, Der Revisor von Nikolai Gogol und Der Geizige von Molière. In Berlin am Theater des Westens war er als Kellner Leopold in Im weißen Rößl von Ralph Benatzky zu sehen. Seine letzte Rolle, wenige Tage vor seinem Tod, war in Der Diamant des Geisterkönigs von Ferdinand Raimund.
Georg Trenkwitz war bis zu seinem Tod mit der Schauspielerin Isabel Weicken verheiratet. Aus dieser Ehe entstammen zwei Kinder. Er war der Onkel des Dramaturgs, Musikwissenschaftlers und Autors Christoph Wagner-Trenkwitz.

## Wichtige Theaterarbeiten
- Lumpazivagabundus von Johann Nestroy
- Die herrschende Klasse (The Ruling Class) von Peter Barnes
- Leben Eduards des Zweiten von England von Bertolt Brecht
- Woyzeck von Georg Büchner
- Onkel Wanja von Anton Tschechow
- Cyrano de Bergerac von Edmond Rostand
- Der Idealist von Fulvio Tomizza
- Der Revisor von Nikolai Gogol
- Der Geizige von Molière
- Im weißen Rößl von Ralph Benatzky
- Der Diamant des Geisterkönigs von Ferdinand Raimund
- Der Mann von La Mancha (Musical) von Mitch Leigh, Dale Wasserman und Joe Darion
- Nora von Henrik Ibsen

## Filmografie (Auswahl)
- Joseph Roth, Rolle: Joseph Roth
- Portrait von Mario, Rolle: Mario
- Es war nicht die Fünfte, sondern die Neunte, Rolle: Hauptrolle

## Hörspiele (Auswahl)
- 1965: Jean Baptiste Molière: Die Streiche des Scapin (Léandre) – Regie: Herbert Wochinz (Hörspielbearbeitung – ORF Kärnten)
- 1966: Johann Nestroy: Unverhofft (Arnold, ein Maler) – Regie: Herbert Wochinz, Ernst Willner (Hörspielbearbeitung – ORF Kärnten)
- 1969: Nora Urban: Banalitäten (Jimmy) – Regie: Ernst Willner (Hörspiel – ORF Kärnten)
- 1970: Lorenz Mack: Die Traditionsträger (Igor Malgays Enkel) – Regie: Walther Nowotny (Hörspiel – ORF Kärnten)
- 1971: Ingeborg Bachmann: Unter Mördern und Irren (Bertoni) – Regie: Walther Nowotny (Hörspielbearbeitung – ORF Kärnten)
- 1971: Lorenz Mack: Hiob und die Ratten (Simon, ein Lastwagenfahrer) – Regie: Walther Nowotny (Hörspielbearbeitung – ORF Kärnten)
- 1974: Elmar Podlich: Ich, Heinrich von Kleist, kann da im Grund für alle Schriftsteller sprechen, liebe Lehrerinnen und Lehrer – Regie: Horst Loebe (Hörspiel – RB)
- 1977: Franz Grillparzer: Des Meeres und der Liebe Wellen (Leander) – Regie: Hans Rochelt (Hörspielbearbeitung – ORF Burgenland)
- 1977: Luigi Pirandello: Sechs Personen suchen einen Autor (Sohn) – Bearbeitung und Regie: Peter Weihs (Hörspielbearbeitung – ORF Wien)
- 1977: Helmut Eisendle: Die Umstimmer (Erzähler) – Regie: Georg Madeja (Hörspielbearbeitung – ORF Niederösterreich)
- 1977: György Sebestyén: Verkaufsgespräche – Regie: Hans Rochelt (Hörspielbearbeitung – ORF Burgenland)
- 1978: Wolfgang Kudrnofsky: Der Messias von der Lobau (Pokorny) – Regie: Peter Leidenfrost (Hörspielbearbeitung – ORF Wien)
- 1979: Lope de Vega: Der Ritter vom Mirakel (Sergeant Filiperto) – Regie: Peter Weihs (Hörspielbearbeitung – ORF wien)
- 1980: Klaus Sandler: Rosemarie – Regie: Hans Rochelt (Original-Hörspiel – ORF Burgenland)
- 1981: Robert Thomas: Der zweite Schuß (Patrice) – Bearbeitung und Regie: Peter Fröhlich (Hörspielbearbeitung, Kriminalhörspiel – ORF Wien/BR)
- 1984: Wolfgang Kudrnofsky: Tantes Zustand hoffnungslos (Karl Seibold) – Regie: Wolfgang Kudrnofsky (Originalhörspiel – ORF Niederösterreich)
- 1987: Gerhard Lampersberg, Peter Turrini: Zwielicht, Missbrauch, Anspielung oder Aufklärung und Verfinsterung (Äbtissin) – Musik und Regie: Gerhard Lampersberg (Originalhörspiel – ORF)
- 1989: Jürgen Kaizik: Wittgensteins Tod (Drury) – Regie: Jürgen Kaizik (Hörspiel – ORF Wien)

Quellen: Ö1-Hörspieldatenbank und ARD-Hörspieldatenbank

## Auszeichnungen
- Karl-Skraup-Preis (1979/1980)